# Varkenshaar
Varkenshaar is de meest gebruikte natuurlijke haarsoort voor verfborstels en kunstenaarspenselen. Ook kleerborstels, schoenborstels, handvegers en zachte vegers voor vloeren zijn vaak voorzien van varkenshaar. Andere in kunstenaarspenselen gebruikte haren zijn das-, marter-, runderoor-, bunzing-, paarden- en geitenhaar.
Het leeuwendeel van alle in borstels gebruikte varkenshaar is van Chinese oorsprong. De haren worden door een kookproces gerecht en gedroogd. Ze zijn conisch van vorm (dikker aan de wortelzijde) en daardoor - maar ook vanwege de schubstructuur - houden ze goed verf vast.
De varkensharen borstel is vooral geschikt voor het verwerken van synthetische verven. Bij gebruik van watergedragen verf heeft het varkenshaar de neiging zijn natuurlijke kromming op te zoeken en wordt aldus waardeloos voor gebruik.
De sterkste en beste haren voor gebruik in borstels zijn de rugharen, omdat de onderste en de haren van de flank van het varken afslijten of breken door het liggen.